# Teixidor daurat africà
El teixidor daurat africà (Ploceus subaureus) és un ocell de la família dels ploceids (Ploceidae).

## Hàbitat i distribució
Habita la vegetació de ribera de la Somàlia costanera, est de Kenya i est de Tanzània, cap al sud, a través de Malawi i Moçambic fins a la costa oriental de l'Àfrica del Sud.